# Louis Chevrolet Swiss Watches
Louis Chevrolet Swiss Watches es una empresa relojera suiza fundada en 2006. El nombre de la firma rinde homenaje al pionero del automóvil Louis Chevrolet, originario de la zona donde se hallan los talleres de la firma.

## Historia
La marca está vinculada a Louis Chevrolet, fundador de la Chevrolet Motors Car Company en 1911 y exitoso piloto de carreras. Hijo de un relojero, era originario de Bonfol, en el Jura suizo, un pueblo situado a pocos kilómetros de la actual fábrica.
Fundada a principios de 2006 por Josette y André Saunier, la firma se estableció en el Jura suizo, en Porrentruy. Empresa hermana de AJS-Production, su fábrica emplea habitualmente a una treintena de personas.

## Relojes
Los relojes se comercializan con el nombre de Louis Chevrolet Swiss Watches, pero la marca registrada a nivel mundial es Louis Chevrolet y es completamente independiente de General Motors, propietario de la marca de automóviles Chevrolet.
Son de fabricación suiza y todos tienen la etiqueta Swiss made. La mayoría de componentes e intervenciones se realizan en la fábrica de Porrentruy.
Según el modelo, los relojes están equipados con movimientos de cuarzo, son cronógrafos también de cuarzo, relojes automáticos o cronógrafos automáticos.
En de diciembre de 2016, la empresa cambió de estrategia al crear un modelo único que se vende exclusivamente a través de su plataforma de internet.